# Madeba
Madeba (Μαιδαβάν o Μεδάβη) fou una ciutat que inicialment va pertànyer als moabites i després al rei amorita Sihon; els amorites la van perdre davant els jueus i en la divisió de les tribus va correspondre a Ruben, a la part sud dels seus límits. Va ser dels jueus fins a la captivitat de Babilònia.
Segles després tornava a ser dels moabites quan els fou arrabassada per Alexandre Janeu, essent cedida per Hircà II a Aretes, rei dels nabateus.
És esmentada com πόλις Μηδάβων al Concili de Calcedònia, i en aquell temps era seu episcopal dins la província de Palestina Tertia coneguda també com a Aràbia.